# Сержант Калень
«Сержант Калень» (пол. Ogniomistrz Kaleń) — польский военный фильм 1961 года режиссёров Эвы и Чеслава Петельскими по мотивам романа «Зарева в Бещадах» Яна Герхарда, в 1947 году — командира 34-го пехотного полка, принимавшего участие в разгроме УПА и операции «Висла».

## Сюжет
1946 год, горы Бещады на юго-востоке Польши. Сержант-артиллерист Калень, прошедший всю войну в составе легендарной 1-й дивизии пехоты Народного войска польского, возвращается домой.
Но сержанту не суждено увидеть родные места. Его путь лежит через Бещады, где идут ожесточенные, кровопролитные бои милиции и добровольцев с бандами УПА и польским реакционным подпольем. Человеческая жизнь здесь ничего не стоит…
В обстановке, где огонь ведётся со всех сторон, и никак не разобрать где свои, а где враги, Калень постоянно попадает в смертельно опасные ситуации, однако природная смекалка и везение позволяют этому неунывающему и всё воспринимающему с кажущейся беззаботностью опытному фронтовику всегда выходить сухим из воды.
Но однажды удача покидает сержанта: он попадает в плен. Чтобы не умереть под пытками, он притворяется дезертиром и предателем, после чего совершает побег и храбро сражается, не сдаваясь даже будучи загнанным на минное поле. Когда, наконец, приходят свои, Калень погибает от польской пули, закрыв собой украинское дитя.

## В ролях
- Веслав Голас — сержант Калень
- Зофия Слабошовская — Мария
- Леон Немчик — Сашко «Бир», командир отряда УПА (прототип — «Бор»)
- Юзеф Костецкий — капитан Вежбицкий
- Юзеф Лодыньский — поручик Матула
- Здислав Карчевский — полковник Томашевский
- Януш Клосиньский — майор Жубрыд
- Тадеуш Теодорчик — заместитель майора Жубрыда
- Януш Страхоцкий — Дверницкий, бывший помещик
- Сильвестр Пшедвоевский — поручик Дашевский
- Тадеуш Сомоги — сержант «Завежа», член отряда Жубрыда
- Хенрик Хунко — «Пиорун», член отряда Жубрыда
- Александр Фогель — трактирщик Шпондерский
- Адольф Хроницкий — водитель Котла
- Вацлав Ковальский — взводный Колановский, начальник караула
- Фердинанд Матысик — поручик Рафаловский
- Ирена Нетто — старуха в сторожке Колановского
- Рышард Филипский — солдат в Балигороде, указывающий Вержбицкому дорогу в казино
- Чеслав Пясковский — член отряда «Бира»
- и другие

## Фестивали и награды
- Фильм был номинирован в категории «Лучший фильм» Кинофестиваля в Мар-дель-Плата (1962).
- Премия министра культуры и искусств ПНР II-ой степени (1962) режиссёрам фильма.